# Курманжан Датка (фильм)
«Курманжан Датка» (кирг. Курманжан Датка) — историческая эпическая биографическая драма режиссёра Садыка Шер-Нияза о жизни и деятельности правительницы алайских кыргызов Курманжан Датке. В российском прокате вышел под названием «Курманжан Датка. Королева гор».
Это первый за годы независимости Кыргызстана полнометражный художественный исторический фильм, снятый по заказу Правительства Кыргызской Республики. Фильм рассказывает о жизни и деятельности «Алайской царицы», которая была предводительницей алайских кыргызов в XIX веке и считается матерью нации. Мировая премьера фильма состоялась 22 августа 2014 году в Международном Монреальском кинофестивале. Во время показа во внеконкурсной программе Focus on World Cinema Монреальского кинофестиваля, картина вошла в список The Best of the World Film Festival 2014, по версии популярного культурного портала и издания CULT #MTL. В прокат кинокартина вышла 31 августа 2014 года. В октябре 2014 года фильм был выдвинут от Кыргызстана на соискание премии «Оскар» в номинации «Лучший фильм на иностранном языке». Помимо этого фильм номинирован на российскую кинопремию «Ника».

## Сюжет
Фильм повествует о судьбе Курманжан Датки — великой кыргызской царицы. В центре сюжета жизнь кыргызского народа, который переживает трудные годы правления Кокандского ханства и Российской империи. Маленькой Курманжан ещё в раннем возрасте пророчат, что она станет предводительницей своего народа.

## В ролях
- Курманжан в 3 — 4 года — Лунара Аясканова
- Курманжан Датка в 16 и 40 лет — Элина Абай кызы
- Курманжан Датка в 50 — 60 лет — Назира Мамбетова
- Курманжан Датка в 90 лет — Жамал Сейдакматова
- Алымбек Датка — Азиз Мурадилаев
- Акбалбан — Мирлан Абдулаев
- Камчыбек — Адилет Усубалиев
- Абдылдабек — Адыл Болорбек уулу
- Эмир Музаффар — Ашир Чокубаев
- Кудаяр Хан — Жениш Сманов
- Жантай Хан — Акылбек Абдыкалыков
- Шабдан баатыр — Улан Омуралиев
- Элтойду — Нурбек Саматов
- Генерал Скобелев — Александр Голубков
- Генера Швыйковский — Василий Ползунов
- Чотон — Рыспек Жумабаев
- Император — Дмитрий Матлин
- Генерал Ионов — Дмитрий Митрофанов
- Генерал Кауфман — Виктор Костецкий
- Генерал Милютин — Леонид Мозговой
- Граф Гейден — Александр Машанов
- Генерал — Роман Лазарев
- Маннергейм — Дмитрий Романченко
- Кулсейит — Омурбек Насыпбек уулу
- Маматбай — Руслан Курманалиев
- Соно — Динара Абдыкадырова
- Минбаши — Султанбек Дикамбаев

## Съёмочная группа
- Режиссёр — постановщик — Садык Шер-Нияз
- Авторы сценария — Садык Шер-Нияз, Бакытбек Турдубаев, Султан Раев[12]
- Продюсеры — Жылдызкан Джолдошова, Садык Шер-Нияз
- Исполнительный продюсер — Фархад Бекманбетов
- Оператор-постановщик — Мурат Алиев
- Художники-постановщики — Джамал Кожахметов, Абылкасым Исмаилов
- Звукорежиссёр — Бакыт Ниязалиев
- Композиторы — Бакыт Алишеров, Мурзали Жээналиев

## Создание

### Предыстория
Идея создания фильма принадлежит депутату Жогорку Кенеша Кыргызской Республики Жылдызкан Джолдошовой, которая давно работает над проектами, посвящённых личности Курманжан Датки.  Многолетний замысел снять художественный фильм о Курманжан Датке вынашивалась долго, целых 20 лет. Спустя годы правительство поддержало инициаторов и был издан указ о запуске полнометражной художественной исторической кинокартины «Курманжан Датка».

### Сценарий
Сценарий киноленты был написан Садыком Шер-Ниязом совместно с Бакытбеком Турдубаевым и Султаном Раевым. Авторы сценария прежде, чем приступить к написанию оригинального сценария изучили большое количество исторических документов, использовали музейные и архивные материалы. Некоторые сюжеты и диалоги из сценария не раз менялись во время съёмочного периода.

### Съемки
Съёмочный процесс длился два года. Кинолента снималась в живописных уголках Киргизии. Первый период съёмок проходил летом 2012 года в ущелье Чункурчак (Чуйская долина), затем съёмочная группа перебралась в южные регионы. Там в Оше и Гульче (Алайский район) снимались самые ключевые эпизоды фильма: повешение сына Курманжан датки Камчыбека и батальные сцены — война кыргызов с кокандским войском в ущелье Мурдаш (Алайский район). Во время съёмок в этих местностях была задействована большая массовка в количестве 1000 человек. В городе Ош в кукурузном поле специально для эпизода «Казнь Камчыбека» художниками был построен гарнизон Российской империи из деревянных конструкций.

### Музыка в фильме
Оригинальная музыка к фильму написали композиторы Бакыт Алишеров и Мурзали Жээналиев. В композиции присутствует голосовое сопровождение в исполнении известной певицы Гульзады. Свою музыкальную композицию на стихи Элмирбека Иманалиева, которую в фильме читает и пишет Курманжан Датка, предложила известная кыргызская певица Каныкей. Песня называется «Письмо Курманжан Алымбек Датке».

### Бюджет
Бюджет кинокартины составил 1,5 млн долларов США. Средства выделены правительством Киргизии.

## Награды и номинации
- 2014 — Монреальский международный кинофестиваль (Канада):[18][19][20]

Мировая премьера
Вошел в список The Best of the World Film Festival 2014
- 2014 — II Якутский международный кинофестиваль (Республика Саха):[21]

Специальный приз жюри
- 2014 — III Международный Евразийский кинофестиваль в Нью-Йорке (New York EURASIAN Film Festival, США):[22]

Лучший фильм
Лучшая женская роль
Лучший сценарий
Лучшая женская роль второго плана
- 2014 — I Международный кинофестиваль стран Великого Шелкового пути в Сиане (КНР):[23]

Приз зрительских симпатий
- 2014 — Международный кинофестиваль национального и этнического кино «Акбузат» в Уфе (Башкортостан):[24]

Приз «За яркое художественное отражение истории народа»
Специальный приз имени Гильвина Амирова за лучшую операторскую работу
- 2014 — 26-й Международный кинофестиваль в Палм-Спрингсе (Palm Springs International Film Festival, США):[25]

Вошел в список «Best of the best 2014»
- 2014 — Международный кинофестиваль «Бастау», Алма-Ата (Казахстан):

Фильм открытия
- 2015 — Национальная кинематографическая премия «Ника» (Россия)

Номинант на премию в категории «Лучший фильм СНГ»
- 2015 — Международный кинофестиваль Тибурон (Tiburon International Film Festival, США):[31][32][33]

Лучший фильм
Лучшая операторская работа
- 2015 — 33-й Международный кинофестиваль «Фаджр» в Тегеране (Иран):[34][35][36][37]

Специальный приз жюри — Golden Flag
- 2015 — Национальная кинопремия «Ак Илбирс» (Киргизия):[38][39][40][41][42][43][44][45][46]

Лучший зрительский фильм, режиссёр: Садык Шер-Нияз, продюсеры: Жылдызкан Джолдошова], Фархад Бекманбетов
Лучший монтаж, Элдияр Мадаким
Лучший звукорежиссёр, Бакыт Ниязалиев
Лучший композитор, Бакыт Алишеров, Мурзали Жеенбаев
Лучший сценарий, Садык Шер-Нияз, Бакыт Турдубаев, Султан Раев
Лучший оператор, Мурат Алиев
Лучшая женская роль, Назира Мамбетова
Лучшая мужская роль, Азиз Мурадиллаев
Лучший режиссёр, Садык Шер-Нияз
Лучший фильм, режиссёр: Садык Шер-Нияз, продюсеры: Жылдызкан Джолдошова и Фархад Бекманбетов

- 2015 — XI Казанский международный фестиваль мусульманского кино (Татарстан):[47][48][49][50]

Гран — При за Лучший полнометражный игровой фильм

- 2015 — XV Международный кинофестиваль в Фукуока Focus on Asia (Япония):[51][52][53][54]

Специальный приз

### Премьера
Мировая премьера фильма состоялась в Международном Монреальском кинофестивале 22 августа 2014 года. Показ фильма состоялся в секции «Фокус на мировой кинематограф». Национальная премьера прошла в кинотеатре «Манас» (Бишкек) в День независимости Кыргызстана, 31 августа.

### Прокат
Широкий национальный прокат фильма начался со дня премьеры, 31 августа. Фильм показывался во всех городах Киргизии.  Фильм лидировал в национальном прокате 18 недель, побив рекорды голливудских фильмов по количеству показов. Кассовые сборы фильма в отечественном прокате составили 30 млн сомов.

## Отзывы и оценки
«Курманжан Датка» ещё до выхода на широкие экраны получил массу отзывов. Мнения сразу разделились на положительные и отрицательные. Но похвальные отзывы от известных зарубежных кинокритиков преобладали. К примеру, в своей рецензии в журнале «Искусство кино» российский кинокритик Елена Стишова отметила высокий уровень подачи истории и с какой деликатностью режиссёр подошёл к раскрытии сюжетной линии:

…режиссёр Шер-Нияз снял сцены с российской армией с излишней, на мой взгляд, деликатностью, подлакировал реальность. Вряд ли встречи киргизской апашки с российским генералом проходили в стиле европейских дипломатических раутов. Известно, что Курманжан была арестована и привели её к Скобелеву как противника. События, однако, приняли другой оборот— Елена Стишова 
Казахстанский киновед, кинокритик Гульнара Абикеева выразила свой восторг всему увиденному на экране. Кинокритик отметила, что фильм получился ровным и достойным. В своей передаче «Наше кино» она особо отметила бюджет картины:

…Бюджет картины «Курманжан Датка» составил 1,5 млн.долларов. Для сравнения вспомним, что бюджет «Жаужурек мын бала» составлял 12 млн.долларов, а у «Кочевника» ещё больше, порядка 37 млн.долларов. В принципе это для нас хороший урок, того что можно снимать историческое кино и дешевле. За такие небольшие деньги был создан такой достойный исторический фильм. Чтобы снять этот фильм мало просто ремесла, мало просто быть режиссёром, здесь нужны определённое мужество, некая пробивная сила и воля к тому чтобы этот проект довести до конца.
— Гульнара Абикеева 
Корифей Советского киноискусства, Народный артист Туркменской ССР Ходжакули Нарлиев поделился мнением:

… что фильм «Курманжан Датка» получился высокого достоинства. В нём все параметры настолько удались, что когда смотришь его, как целое, одно единственное произведение, оно тебя уносит из зала. Ты уже давно живешь среди этой истории, ты ждешь и удивляешься, и когда это чувство продолжается до конца фильма, ты осознаешь, что фильм действительно получился.— Ходжакули Нарлиев 
Народный артист СССР Асанали Ашимов, также положительно отозвался о фильме:

… как о «смотрибельной» ленте, где присутствуют богатый природный пейзаж, истинный горный народ и традиции. Просмотр фильма полностью обогатил меня знаниями об этой великой женщине. Фильм получился, как при нашем Советском Союзе, это фильм в нашем стиле.— Асанали Ашимов
Народный писатель Казахской ССР, поэт, литературовед Олжас Сулейменов рассказал:

… что фильм состоялся и отрадно, что такие фильмы собирают национальную публику. Ведь потеря зрителя — это самая главная потеря для кино. Такие фильмы нужны и казахскому зрителю, и всем другим народностям, которые обретают независимость. Молодежь должна знать, как их отцы и деды сохраняли и защищали свой народ и землю. Фильм заставил по — настоящему волноваться и пережить все события. Хотя я опытный зритель, но и меня картина тоже тронула.— Олжас Сулейменов 
Общественный деятель, культуролог Казахстана Мурат Ауезов поделился:

… это наша общая история, это наша общая жизнь. Мы братские народы, друг друга очень хорошо понимаем, ведь нас связывает общая история. Авторы смогли умело преподнести события, которые объединяют наши народности. Это достижение не только в киноискусстве отдельной нации, а достижение целой Центральной Азии, это наша общая радость и общий успех.— Мурат Ауезов 
Голливудская актриса Шерон Стоун посетившая премьеру в Лос-Анджелесе в Egyptian Theatre, выразила своё восхищение и порекомендовала всем посмотреть этот фильм:

… Нынче мы редко видим фильмы, которые действительно являются эпическими, а это действительно эпическая и захватывающая во всех отношениях экранизация. Я считаю, что этот фильм имеет потенциал стать победителем премии «Оскар». maximotv.— Шерон Стоун
Помимо положительных отзывов есть и отрицательные высказывания. В частности негативная критика была направлена на сценарную структура фильма, где по мнению критиков присутствует искажение исторических фактов. Многие акцентировались на знаменитую фразу с рекламного ролика Национального банка КР 90-х годов, где Курманжан Датка во время казни сына Камчыбека произносит слова «Гляди в лицо смерти!». Зрителей возмутило, что в фильме отсутствует эта фраза.
На что известный киргизский кинодраматург и писатель Талип Ибраимов дал своё объяснение и ответ:

… многие недоумевают, почему Курманжан не сказала сыну свою знаменитую фразу: «Гляди прямо в лицо смерти!» Здесь, видимо, необходимо напомнить, что у каждого жанра свои способы подачи материала. Эта фраза, может быть, уместна в коротком социальном клипе, рассчитанном на немедленный эффект, и не имеющем ни предыдущей истории, ни последующего продолжения. Другое дело, полноценный драматический фильм, где повествование многопланово, каждый характер имеет свою логику развития.— Талип Ибраимов
Талип Ибраимов, также отмечает, что это замечательно, когда есть разные мнения о фильме, общество заинтересовано это уже победа:

… режиссёр сумел создать подлинную социальную драму на историческую тему с яркими, убедительными характерами, без попыток приукрасить события, преодолев соблазн показать героев умнее, масштабнее, и при всем этом, не жертвуя художественными достоинствами, остаться целенаправленным, как стрела, к общенациональной идее. Газеты, интернет уже после первых показов переполнились соображениями по поводу фильма. Никогда ни одно произведение искусства в последние годы не вызывало такого потока мнений, восторга, неприятия, размышлений не только о героях фильма, но и о судьбе народа, общества. Начался общенациональный диалог.— Талип Ибраимов 
Тем не менее фильм получил наибольшее количество положительных отзывов от западных кинокритиков и прессы.
Многотиражная ежедневная газета в Великобритании «The Guardian» посвятил полосу фильму, назвав картину крупнейшим блокбастером в истории кыргызского кинематографа.
Американский кинокритик Алисса Саймон на страницах журнала «Variety» отмечает великолепную режиссёрскую и операторскую работу.
Во время участия в Монреальском кинофестивале фильм получил широкое освещение в канадской прессе. Фильм был назван лучшим по мнению кинокритиков кинофестиваля и попал в список лучших киноработ 2014 года
Популярное монреальское издание THE GAZETTE опубликовало интервью с режиссёром фильма.
На XI Казанском Международном фестивале мусульманского кино кинорежиссёр, сценарист, обладатель премии «Оскар», Заслуженный деятель искусств России Владимир Меньшов вручил Гран — при фильму «Курманжан Датка» и отметил, что эта картина — это очень поучительная история, которую надо понять.

…это фильм — поступок, это фильм — событие!— Владимир Меньшов